# Synema conradti
Synema conradti är en spindelart som beskrevs av Dahl 1907. Synema conradti ingår i släktet Synema och familjen krabbspindlar.
Artens utbredningsområde är Kamerun. Inga underarter finns listade i Catalogue of Life.